# Limbo (tv-serie)
 For alternative betydninger, se Limbo (flertydig). (Se også artikler, som begynder med Limbo)
Limbo er en dansk tv-serie fra 2012 produceret og sendt af DR. Serien er produceret af David C.H. Østerbøg og instrueret af Poul Berg med manuskript af Poul Berg og Karina Dam. Første afsnit blev vist 3. marts 2012 på DR1. Serien er endvidere blevet sendt på DR Ramasjang.
Serien omhandler 4 børn på 12 år, der hver kæmper med forskellige problemer i dagligdagen.
Limbo blev nomineret til en Robert ved prisuddelingen 2013 i kategorien 'Årets danske tv-serie', hvor også skuespillerne Martin Buch og Amanda Rostgaard Phillipsen blev nomineret i kategorierne 'Årets mandlige birolle – tv-serie' respektive 'Årets kvindelige hovedrolle – tv-serie'.
Første sæson af Limbo er nomineret til en Emmy Award 2013 for bedste børneserie.
Der blev i 2012 vist en opfølgning til serien under titlen Limbo 2 og i foråret 2014 sendtes Limbo 3. I de efterfølgende sæsoner følges de samme fire børn på deres skole med de problemstillinger, som teenagere og pre-teenagere oplever.

## Medvirkende i sæson 1 (i udvalg)
- William Rudbeck Lindhardt (Boye)
- Oliver K. Nielsen (Ask)
- Carmen Håkonsson (Naya)
- Amanda Rostgaard Phillipsen (Louise)
- Jakob Hansen (Mark)
- Anette Støvelbæk (Nayas mor)
- Lars Ranthe (Nayas far)
- Martin Buch (Boyes far)
- Camilla Bendix (Lousies mor)
- Anne Marie Helger (Louises mormor) som dør i sæson 1